# Hans-Ulrich Kison
Hans-Ulrich Kison (* 1950 in Staßfurt) ist ein deutscher Botaniker und Naturschützer. Er war bis 31. August 2016 stellvertretender Leiter des Nationalparks Harz und Leiter des dortigen Fachbereichs Naturschutz, Forschung und Dokumentation. Er lebt in Quedlinburg.
Kison promovierte zum Dr. rer. nat. 1990 legte er gemeinsam mit Manfred Neumann an der Akademie der Landwirtschaftswissenschaften der DDR seine Dissertation B zum Thema Introgression genetischer Information von Triticum monococcum L in 6x-Triticale vor. Er ist u. a. Mitglied des Botanischen Arbeitskreises Nordharz e.V. und publizierte mehrere Arbeiten zu botanischen Themen, besonders des Harzes.